# Főparancsnok
A főparancsnok (angolul commander-in-chief) vagy legfelsőbb parancsnok (angolul supreme commander) az a személy, aki a legfelsőbb vezetést és ellenőrzést gyakorolja egy ország vagy állam fegyveres erői vagy teljes katonai ágak felett. Szakkifejezésként olyan katonai kompetenciákra utal, amelyek egy ország végrehajtó vezetésénél, államfőnél, kormányfőnél vagy más kijelölt kormánytisztviselőnél vannak.

## Meghatározása
A fegyveres erőket irányító uralkodó formális szerepe és címe a Római Királyság, Köztársaság, majd Római Birodalom Imperatorától ered, aki birodalmi (parancsnoki és egyéb uralkodói) hatalommal rendelkezett. 
Az angol használatban a kifejezést először az angol polgárháború idején használták. Egy nemzet államfője általában a főparancsnoki pozíciót tölti be, még akkor is, ha a tényleges végrehajtó hatalmat a kormányfő viseli. A parlamentáris rendszerben a végrehajtó hatalom végső soron a törvényhozás akaratától függ; jóllehet a törvényhozás közvetlenül nem ad ki parancsot a fegyveres erőknek, ezért a hadsereget semmilyen értelemben nem ellenőrzi, korlátozza.
A főparancsnokot néha legfelsőbb parancsnoknak nevezik, amit néha konkrét kifejezésként használnak. A kifejezést azokra a katonatisztekre is használják, akik egy államfő alárendeltjeként irányítják egy ország haderejét, valamint azokra is, akik egy katonai ág (haditengerészet, szárazföldi hadsereg, légierő) felett rendelkeznek hatáskörrel. 

## Kapcsolódó oldalak
- Magister militum
- Hadvezér

## Fordítás
Ez a szócikk részben vagy egészben  a   Commander-in-chief című angol Wikipédia-szócikk fordításán alapul.  Az eredeti cikk szerkesztőit annak laptörténete sorolja fel. Ez a jelzés csupán a megfogalmazás eredetét és a szerzői jogokat jelzi, nem szolgál a cikkben szereplő információk forrásmegjelöléseként.